# Friederike Hallermann
Friederike Hallermann (* 1. Oktober 1979 in Hamburg) ist eine ehemalige deutsche Schauspielerin.

## Leben
Von 1996 bis 1997 spielte Hallermann die Rolle der Beatrice „Bimbo“ Brendel in der Kinderserie Neues vom Süderhof. In der NDR-Fernsehproduktion übernahm sie diese Rolle von Singa Gätgens, die diese zuvor verkörpert hatte. Laut Fernsehserien.de spielte Hallermann in dem Format Heimatgeschichten in der Rolle der Melanie mit.

## Filmografie (Auswahl)
- 1996–1997: Neues vom Süderhof (Fernsehserie, 27 Episoden)
- 1998: Heimatgeschichten: Mach mal Pause